# Тайнкасл Парк
«Тайнкасл Парк» (англ. Tynecastle Park) — футбольний стадіон в Единбурзі, Шотландія, домашня арена ФК «Гарт оф Мідлотіан».
Стадіон відкритий 1886 року. У 1994–1997, 2017 роках поетапно реконструйований. Протягом 1996–2017 років мав назву «Тайнкасл Стедіум».